# Rameau ascendant de l'artère circonflexe fémorale médiale
Le rameau ascendant de l'artère fémorale circonflexe médiale est une petite artère du membre inférieur situé dans la cuisse.
Le rameau ascendant nait de l'artère circonflexe fémorale médiale au niveau du bord supérieur du muscle court adducteur.
Il constitue un apport sanguin important à la tête fémorale et s'anastomose avec l'artère obturatrice.